# Топа-Міке
Топа-Міке (рум. Topa Mică) — село у повіті Клуж в Румунії. Входить до складу комуни Синпаул.
Село розташоване на відстані 348 км на північний захід від Бухареста, 23 км на північний захід від Клуж-Напоки.

## Населення
За даними перепису населення 2002 року у селі проживали 278 осіб. Рідною мовою 277 осіб (99,6%) назвали румунську.
Національний склад населення села:
| Національність | Кількість осіб | Відсоток |
| -------------- | -------------- | -------- |
| румуни         | 241            | 86,7%    |
| цигани         | 36             | 12,9%    |